# برج محصن

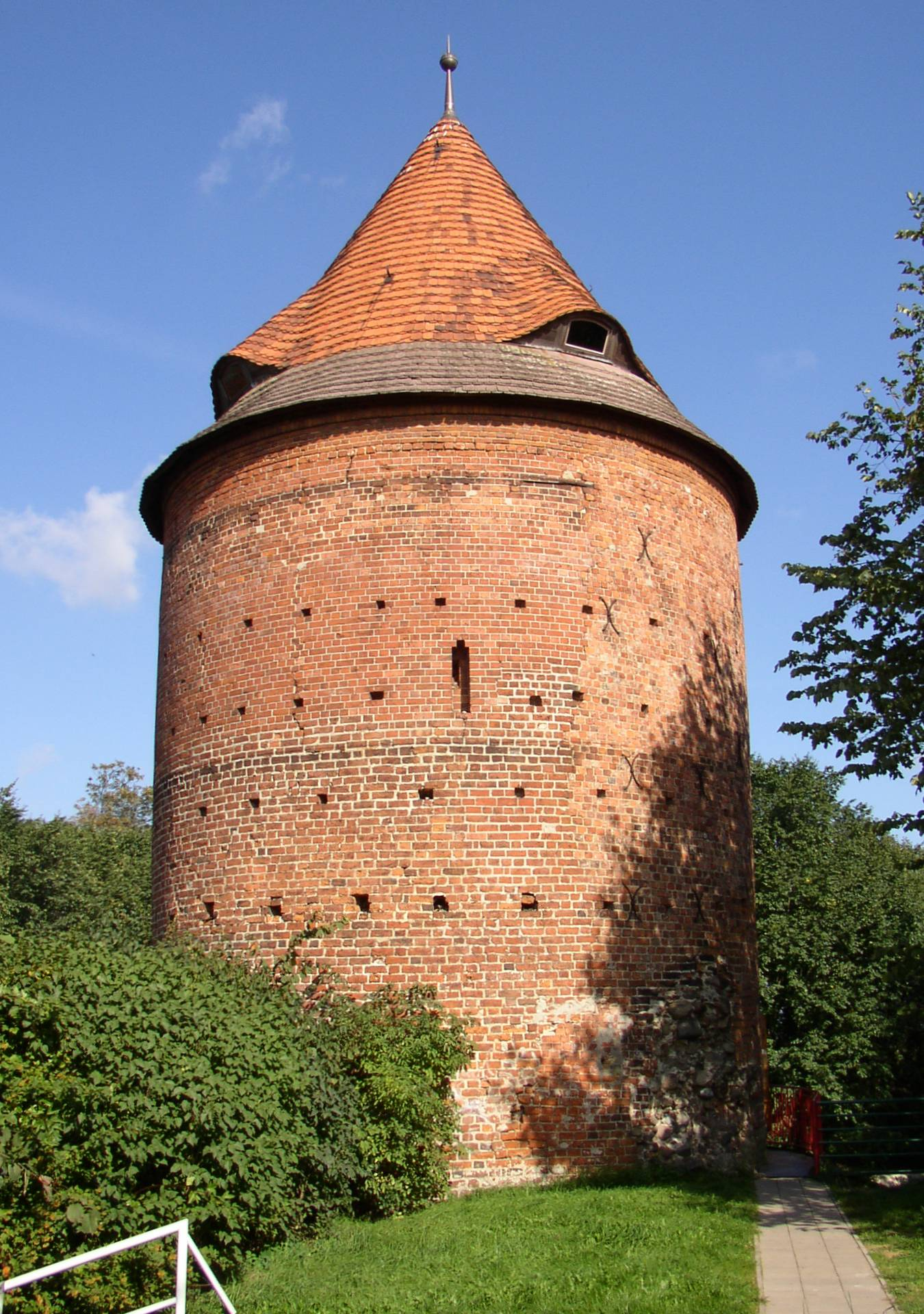
برج مُحصّن في ألمانيا.

البرج المحصن أو البرج الدفاعي هو أحد المباني الدفاعية تشيد في الحصون مثل القلاع ووالجدران الساترة.

## أشكال الأبراج

### أبراج مستطيلة
الأبراج المستطيلة سهلة البناء وتوفر مساحة داخلية قابلة للاستخدام. عيبهم هو أن الزوايا عرضة للتعدين. على الرغم من هذا الضعف ، استمر استخدام الأبراج المستطيلة ، وفضلتها العمارة العسكرية الإسلامية بشكل عام.

### أبراج دائرية
الأبراج الدائرية ، التي تسمى أيضًا أبراج الأسطوانة ، أكثر مقاومة لأساليب لحصار مثل المتفجرات والقذائف من الأبراج المربعة. الجبهة المستديرة أكثر مقاومة من الجانب المستقيم للبرج المستطيل ، تمامًا مثل القوس الحامل. كان هذا المبدأ مفهوما بالفعل في العصور القديمة.

### أبراج على شكل حدوة حصان
البرج على شكل حدوة حصان (أو على شكل D) هو حل وسط يعطي أفضل ما في البرج الدائري والمستطيل. يمكن للجانب نصف الدائري (الذي يواجه المهاجم) أن يقاوم محركات الحصار ، بينما يوفر الجزء المستطيل في الخلف مساحة داخلية ومنصة قتال كبيرة في الأعلى. 

## معرض صور

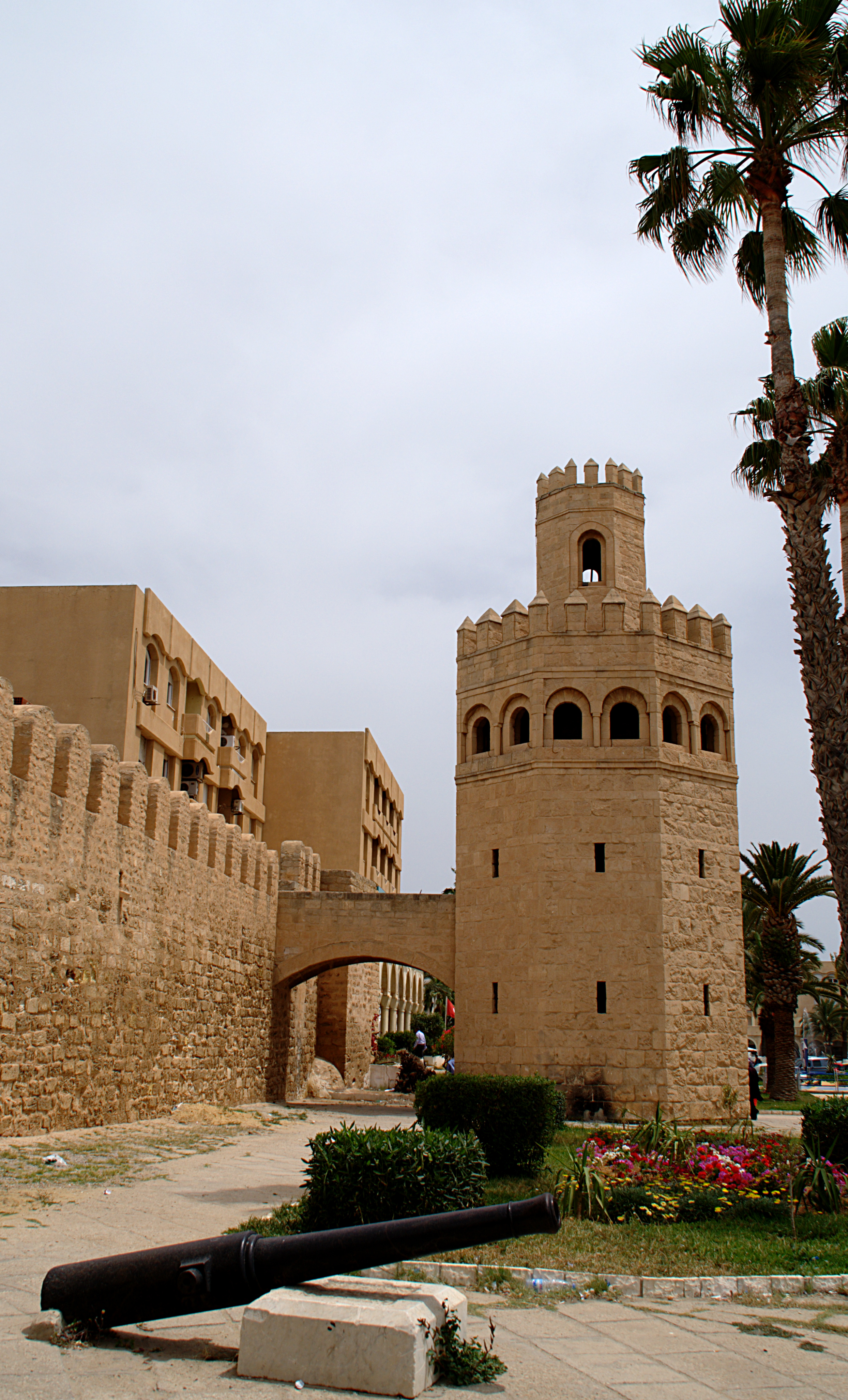
برج في سور المنستير تونس.
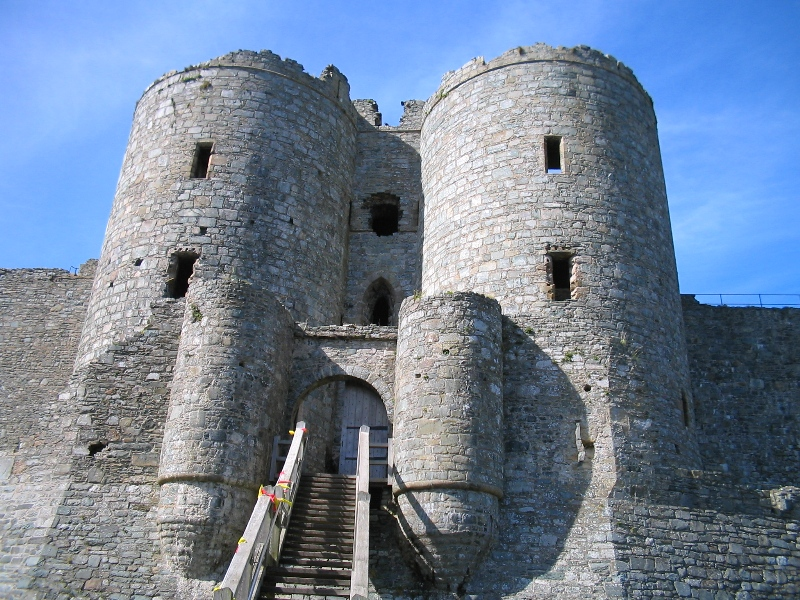
أبراج محصنة في قلعة هارلخ - ويلز.
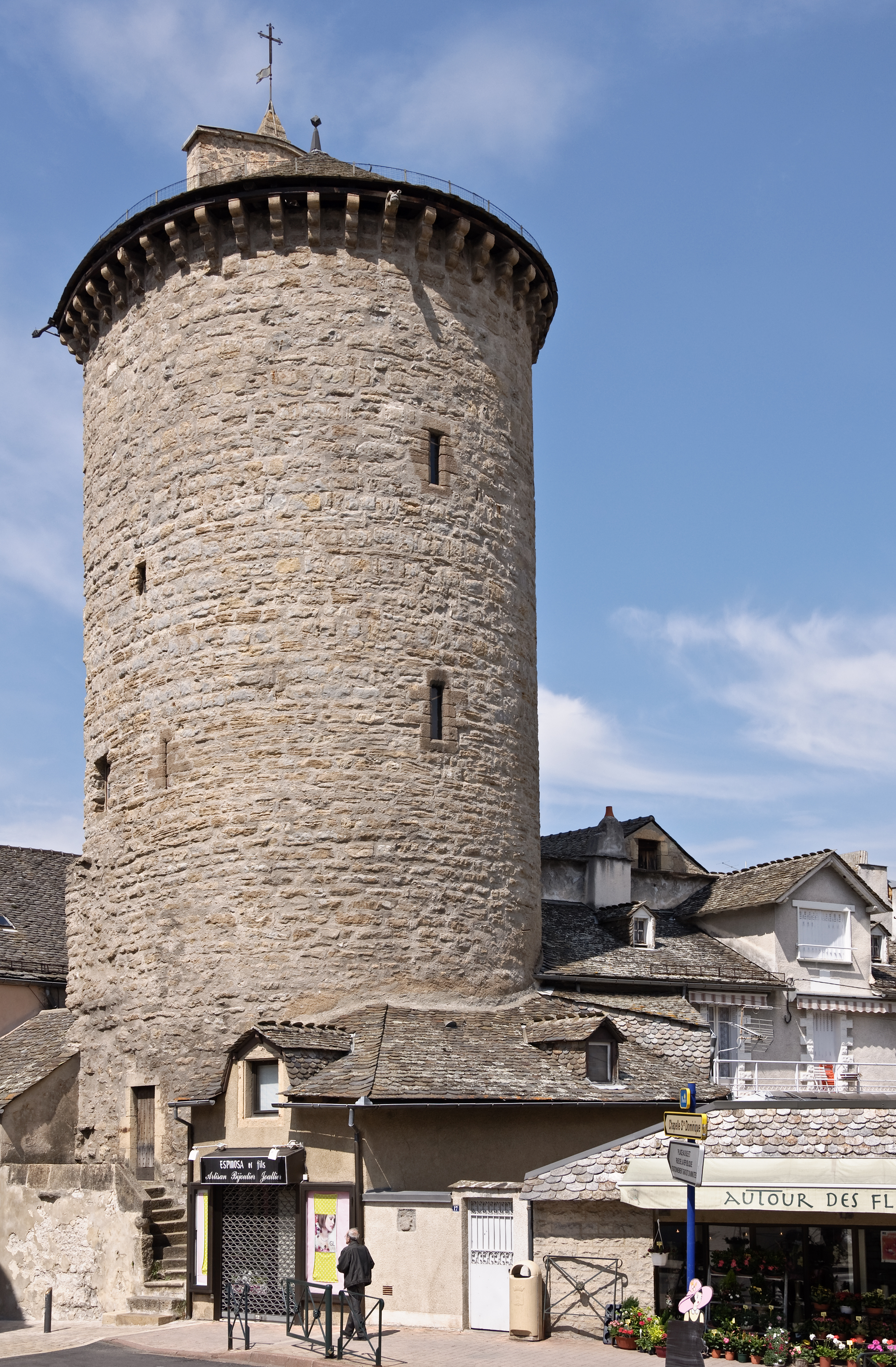
برج محصن في فرنسا.
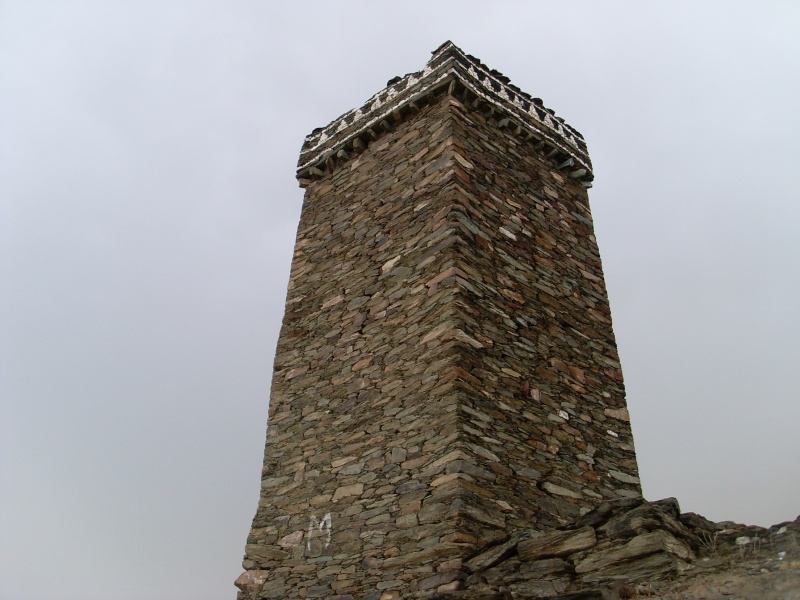
تشتهر منطقة الباحة في جنوب السعودية بكثرة الأبراج المحصنة داخل القرى وأعالي الجبال.
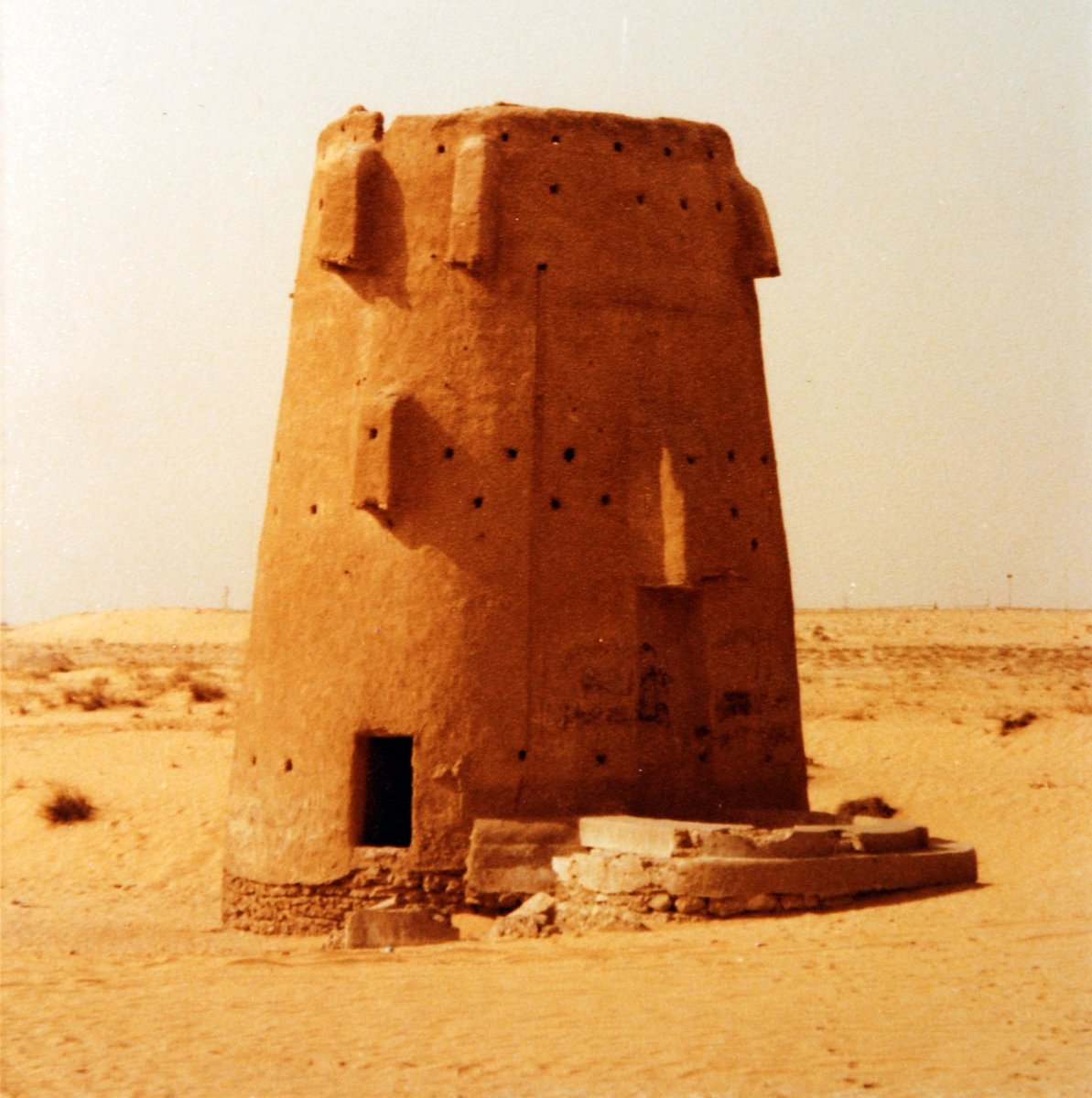
برج الطّوية في الجبيل، شرق السعودية.